# Giovanni Roma (giocatore di calcio a 5)
Giovanni Roma (Roma, 22 febbraio 1963) è un ex giocatore di calcio a 5 italiano.
Durante la sua lunga carriera è riuscito a vincere tutti i campionati dalla Serie A alla Serie D.

## Carriera

### Calcio
Ritenuto uno dei migliori pivot del calcio a 5 italiano, muove però i suoi primi passi nel Calcio dove milita nella S.S. Torrevecchia, con cui vince un campionato di terza categoria, nella S.S. Cerveteri in Promozione, nella S.S. Maccarese vincendo la prima categoria e infine approda, a fine degli anni '80, alla S.S. Ostia Mare con cui disputa l'Interregionale.

### Calcio a 5
Alla fine degli anni ottanta inizia a praticare il calcio a 5 con il Barbazza in Serie B (calcio a 5), vincendo il campionato. L'anno seguente si ripete vincendo la stagione regolare di Serie A (calcio a 5). Nel 1990 passa alla BNL a cui legherà gran parte della sua carriera. Nel 1992 vince il suo primo scudetto vincendo inoltre la classifica dei marcatori del campionato. Nell'estate del 1993 passa al Torrino, dove trova suo fratello Ivano Roma, con cui vince scudetto e Coppa Italia. Tuttavia, già nel 1994 ritorna alla BNL con cui vince tre campionati di fila (1995, 1996 e 1997) e un altro titolo di capocannoniere (1995). Nel 1997 si trasferisce al Petrarca Padova con cui nel primo anno raggiunge le semifinali scudetto arrendendosi, dopo due pareggi, ala Lazio che si laureerà campione d'Italia. Nel 1998 i veneti si fermano ai quarti di finale contro la sua ex squadra, la BNL. Dal 1999 al 2003 gioca nel Perugia dove, partendo dalla Serie C1 (calcio a 5) arriverà in Serie A vincendo sempre il campionato fino alla Serie A2 (calcio a 5). Negli ultimi anni della sua carriera milita nei campionati regionali, dove continuerà a vincere campionati e coppe regionali contribuendo alle varie promozioni di squadre come: Nordovest, Settecamini, Simald C5, Aurelio Casalotti, Polaris, Villa Tiberia, Vigor Perconti, Olimpus e Canottieri Roma.

### Nazionale
Roma ha disputato 21 gare con la nazionale italiana, segnando 12 reti. Come massimo riconoscimento in carriera vanta la partecipazione, al FIFA Futsal World Championship 1989 in cui gli azzurri sono stati eliminati nel girone del secondo turno.

## Palmarès

### Competizioni nazionali
- Campionato italiano: 5

BNL 1991-1992, 1994-1995, 1995-1996, 1996-1997
Torrino 1993-1994
- Coppa Italia: 1

Torrino 1993-1994
- Campionato italiano di Serie A2: 1

Perugia
- Campionato italiano di Serie B: 2

Barbazza
Perugia
- Serie C1 (calcio a 5): 5

Perugia
Settecamini
Nordovest
Polaris
Olimpus
- Serie C2 (calcio a 5): 1

Villa Tiberia
- Serie D (calcio a 5): 2

Vigor Perconti
Canottieri Roma
- Coppa Italia Serie A2 (calcio a 5) : 1

Perugia
- Coppa Italia Serie B (calcio a 5) : 1

Perugia
- Coppa Italia Serie C1 (calcio a 5) : 1

Nordovest
- Coppa Lazio Serie C1 (calcio a 5) : 1

Nordovest

### Competizioni internazionali
- European Champions Tournament: 1

1995-96

### Individuale
- Capocannoniere della Serie A: 2

1991-1992, 1995-96